# Flugplatz Krosno

i7
i11
i13
Der Flugplatz Krosno (polnisch Lotnisko Krosno, IATA-Code: KRO, ICAO-Code: EPKR) ist ein Flugplatz in der Woiwodschaft Karpatenvorland in Polen. Er dient luftsportlichen Zwecken und wird von der Stadtgemeinde Krosno betrieben.
Der Flugplatz befindet sich etwa zwei Kilometer südwestlich des Stadtzentrums von Krosno.

## Infrastruktur
Der Flugplatz verfügt über zwei parallele Start- und Landebahnen mit ost-westlicher Ausrichtung. Die 1100 m lange, befeuerte Hauptbahn 11R/29L ist asphaltiert. Nördlich davon liegt die 1035 m lange Graspiste 11L/29R. Eine weitere Graspiste 16/34 ist 910 m lang.
Die Anlagen, der Tower und befestigte Rollbahnen wurden in den Jahren 2014 bis 2016 umfassend erneuert.

## Nutzung

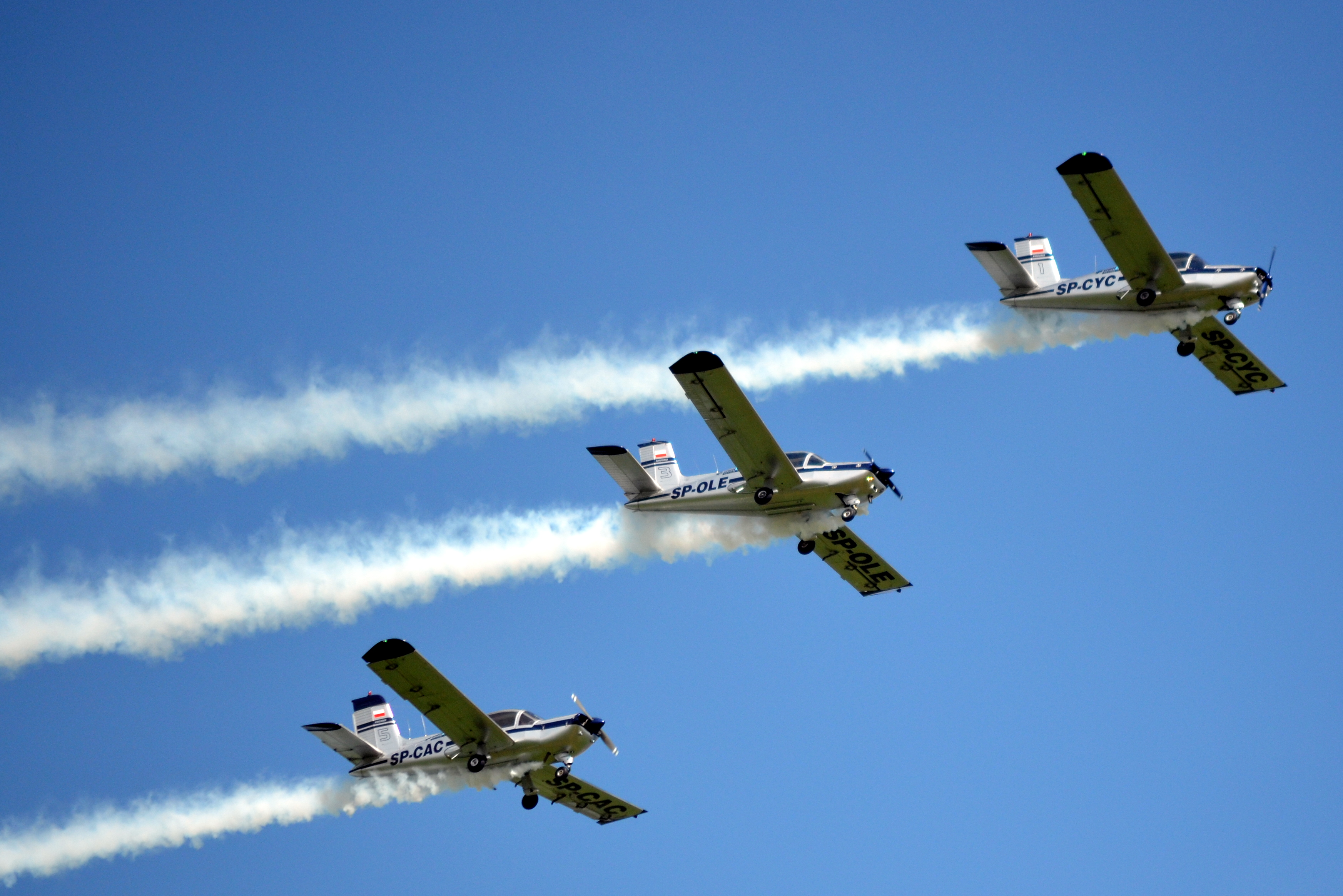
Flugschau Piknik lotniczy (2018)

Gegenwärtig gibt es am Flugplatz eine Flugschule, die Fallschirmspringer, Segel- und Motorflieger ausbildet. Die Luftsportvereine Aeroklub Mielecki und Aeroklub Podkarpacki sind dort aktiv. Zu den regelmäßigen Veranstaltungen gehören Ballonwettbewerbe und die Flugschau Piknik lotniczy („Flugpicknick“) das jährlich von etwa 30.000 Menschen besucht wird.

## Geschichte
Das Fluggelände für Segelflugzeuge wurde durch die Stadt angelegt und 1932 eröffnet. Nach einem Vorschlag von General Rayski wurde die Anlage seit 1937 zu einem Flugplatz ausgebaut und eine Unteroffiziersschule der polnischen Luftstreitkräfte errichtet. Im Jahr 1938 zog die Flugschule von Bydgoszcz (Bromberg) nach Krosno um. Dort wurden Bordschützen, Funker und Bordmechaniker ausgebildet. Neben der Kasernenanlage und den Ausbildungsgebäuden wurden auch Reparaturwerkstätten und ein Sportstadion erbaut.
Nach dem deutschen Überfall auf Polen wurde die Schule am 4. September 1939 nach Łuck evakuiert. Die Luftwaffe erweiterte den Platz erheblich, siedelte die Anwohner um und baute eine Betonpiste. Die Ausweichflugplätze der Basis wurden ebenfalls erweitert. In der zweiten Septemberhälfte war die I. Gruppe des Jagdgeschwaders 77 in Krosno stationiert.

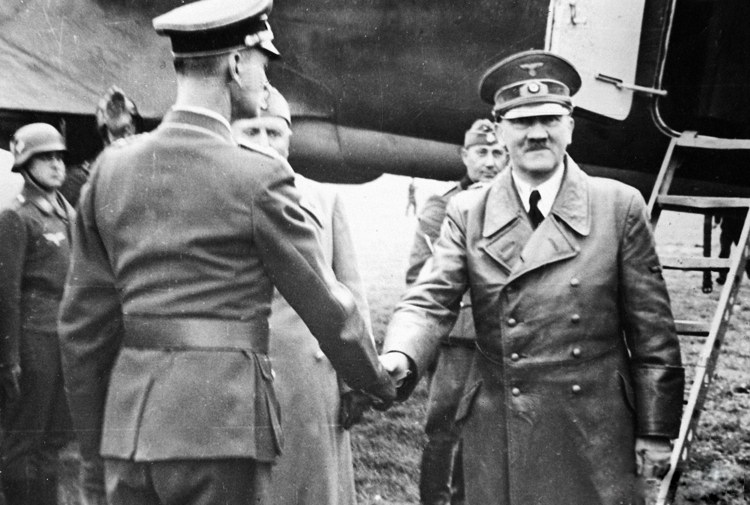
Hitler und Mussolini (Mitte links, verdeckt) auf dem Flugplatz Krosno 1941

Zur Vorbereitung des Angriffs auf die Sowjetunion wurden 1941 in Krosno Bomber und Jagdmaschinen aufmunitioniert. Der Bahnhof erhielt ein zusätzliches Abstellgleis für die mit Munition beladenen Wagons. Stationiert waren das Kampfgeschwader 51 und das Jagdgeschwader 77 mit dem Lehrgeschwader 2. Am 27./28. August 1941 trafen Adolf Hitler und Benito Mussolini sich in der Anlage Süd und flogen von Krosno zu einem Treffen mit Generalfeldmarschall Rundstedt in der Ukraine.
Danach wurde die technische Schule der Luftflotte 4 von Krakau nach Krosno verlegt. Die Schule war mit der Focke-Wulf Fw 44 „Stieglitz“ ausgestattet. Im Dezember 1943 verlegte sie nach Quakenbrück. Für die Ostfront wurden Radargeräte vom Typ Würzburg-Riese hier montiert. Die Reparaturwerkstätten warteten Flugmotore und beschädigte Flugzeuge, hauptsächlich Ju 52, wurden ebenfalls überholt und wieder aufgebaut. Auch die fünfmotorige Heinkel He 111 Z „Zwilling“ wurde am Platz getestet.
Mit dem Vormarsch der Roten Armee wurde der Platz im Herbst 1943 wieder Fliegerhorst und im Frühjahr 1944 mit Flugabwehrgeschützen, Scheinwerfern und Funkortungsstation ausgerüstet. Stationiert waren das Kampfgeschwader 27 „Boelcke“, das Schlachtgeschwader 3 und wiederum das Jagdgeschwader 77. Die Basis wurde im August 1944 evakuiert und am 11. August von Pionieren der Wehrmacht gesprengt.
Vom 11. September 1944 bis 1946 war der Platz in sowjetischer Hand und Basis während der Kämpfe am Duklapass während der Ostkarpatischen Operation und den folgenden Kämpfen in der Tschechoslowakei.
Seit Oktober 1945 dient der Platz wieder flugsportlichen Aktivitäten. Im Jahr 1956 eröffnete der Aeroklub Polski den regionalen Werkstattbetrieb Warsztaty Aeroklubu Polskiej Rzeczypospolitej Ludowej (Warsztaty APRL) in Krosno. Dieser baute im folgenden Jahr einen Prototyp der PZL S-4 Kania und modifizierte später 19 Zlín Z-26 zu einsitzigen Kunstflugmaschinen Super Kasper Akrobat und Beskid-1 (Krosno-66). Im Jahr 1968 wurde ein Ausbildungszentrum für Fallschirmspringer errichtet.
Amtlich wurde das Fluggelände 1969 als ziviler Flugplatz registriert. Krosno wurde 1975 für 24 Jahre Hauptstadt der gleichnamigen Woiwodschaft. Drei Jahre später wurde der Flugplatz für Personen- und Frachtverkehr mit Kurzstreckenflugzeugen ausgebaut. Im Jahr 1993 gründete der Aeroklub Polski die Centralna Szkoła Lotniczo-Techniczna (CSLT, Zentrale Flugtechnische Schule) in Krosno. Neben der Ausbildung des technischen Personals wurden dort die polnischen Segel- und Motorflugzeuge bis 5,7 Tonnen Gewicht gewartet.
Am 10. Juni 1997 besuchte Papst Johannes Paul II. Krosno. An der Messe auf dem Flugplatz mit der Heiligsprechung Johannes von Duklas nahmen 750.000 Gläubige teil.

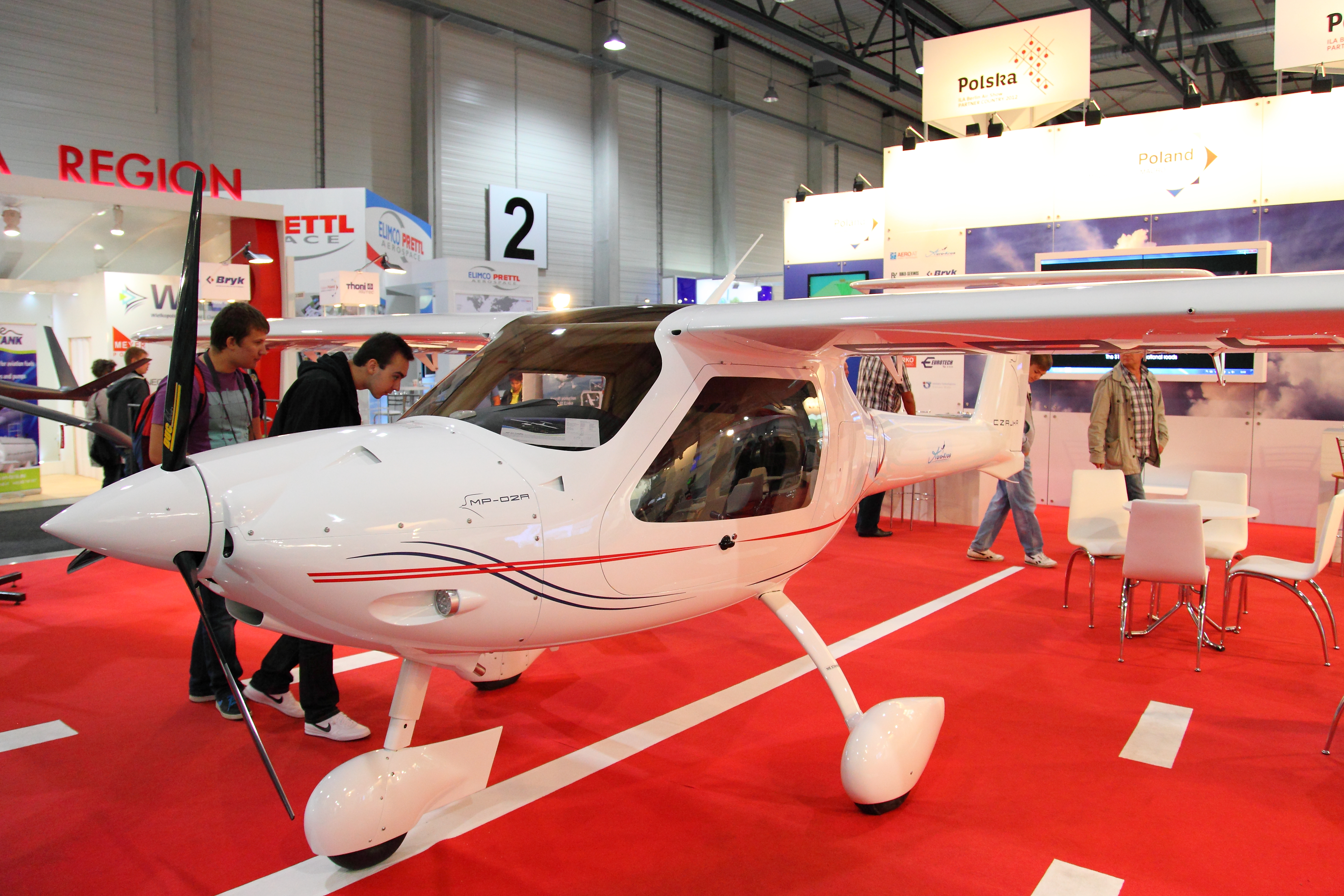
Aero-Kros MP-02 Czajka (2012)

Die Produktionsabteilung der CSLT und ihre Nachfolgeunternehmen waren unter anderem an der Produktion der deutschen Ultraleichtflugzeuge der Firma B&F beteiligt. Bis September 2005 wurden 280 FK 9, 68 FK 12 und 59 FK 14 hergestellt und nach Speyer ausgeliefert. Gebaut wurde auch die polnische Aero AT-3. Seit 2007 firmiert die Produktion unter Aero-Kros. Diese entwickelte und baut die MP-02 Czajka.